# Polonesa

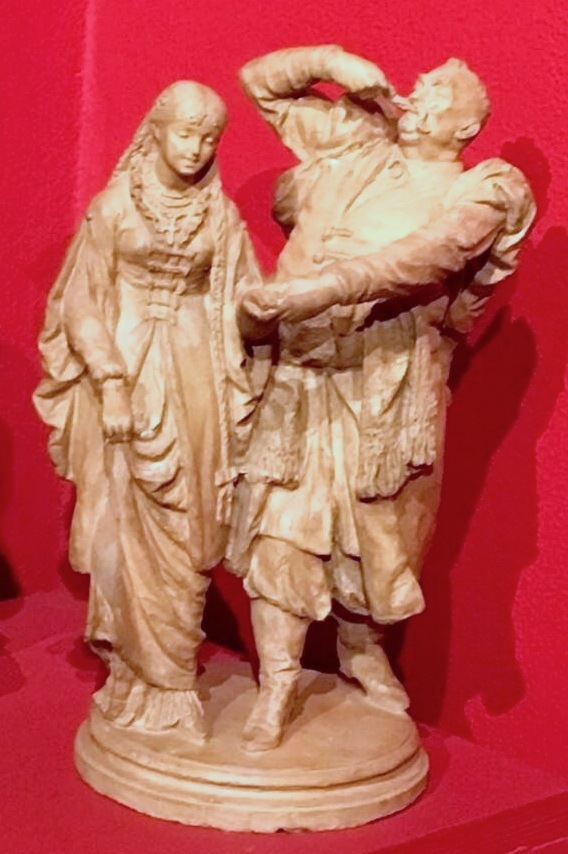
Polonesa (1888)

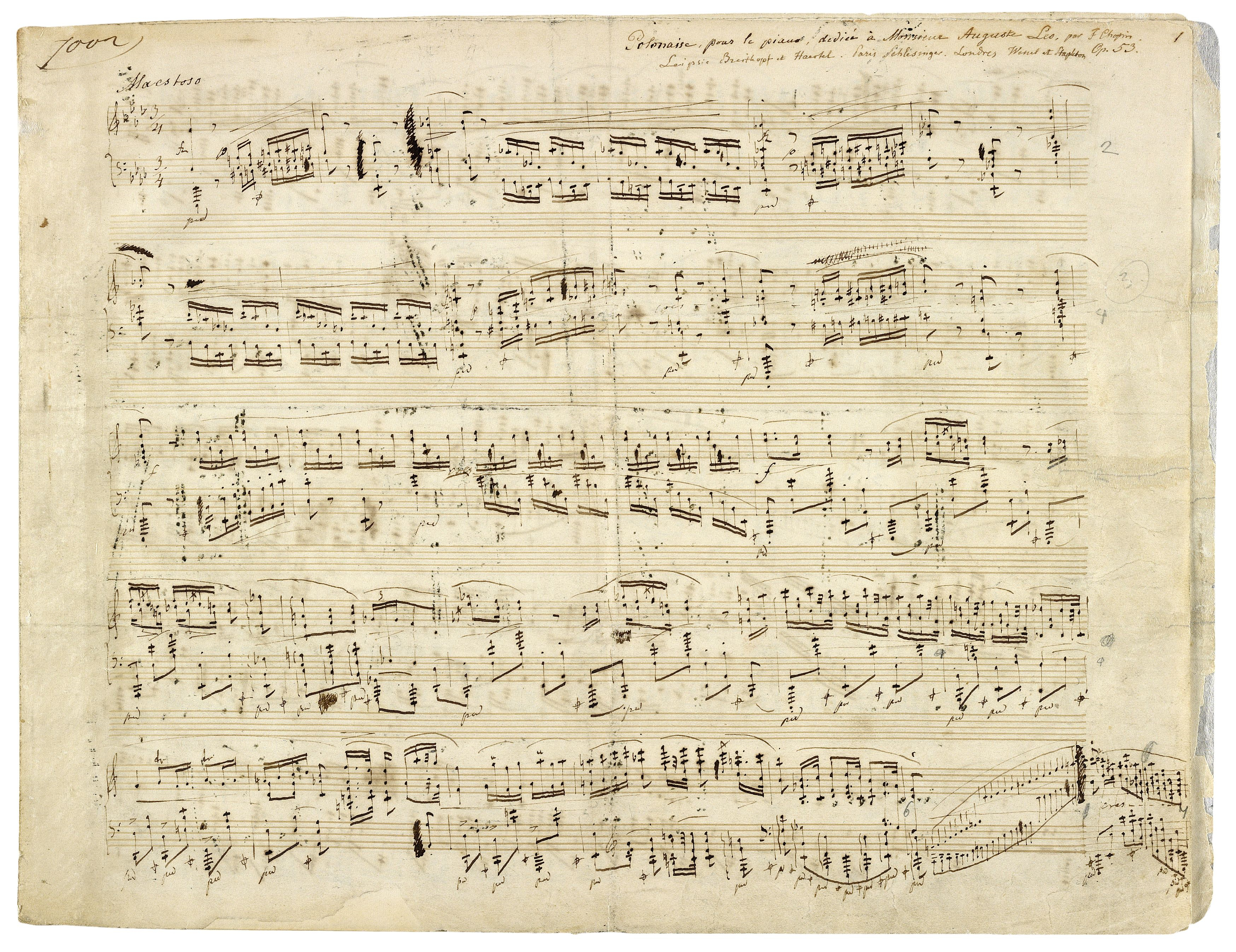
Partitura autografada de Frédéric Chopin de sua polonesa em La bemol para piano, de 1842.

A polonesa (do francês polonaise, em polaco: polonez, chodzony; em italiano: polacca) é uma dança em três quartos (¾), relativamente lenta, originada na Polônia. A notação alla polacca numa partitura, indica que a peça deve ser tocada com o ritmo e a característica de uma polonesa (por exemplo, o Rondó do Concerto Tríplice Op. 56 de  Beethoven tem essa orientação).
Antes de Frédéric Chopin, a polonesa tinha um ritmo bastante próximo da polska sueca, escrita em semicolcheias e as duas danças têm uma origem comum, já que o trono real da Polônia durante muitos anos foi ocupado pelo rei sueco Sigsmund III Waza. Com Chopin, e a partir dele, a polonesa adquiriu um estilo bastante pomposo e foi com esta roupagem que se tornou muito popular na música clássica de vários países.
Um excelente exemplo de polonesa, é a bem conhecida Polonaise Heroica, em Lá bemol maior, Op. 53 de Chopin. Uma obra prima com exigências virtuosísticas excepcionais, cujo  padrão de perfeição só pode ser alcançado por aqueles com profundo  domínio da técnica. Chopin compôs esta polonesa como a concretização do sonho de uma Polônia poderosa, vitoriosa e próspera.
A polonesa é uma dança bastante difundida nas festas de carnaval. Há, também, uma canção alemã chamada "Polonäse Blankenese" de Gottlieb Wendehals, cognominado Werner Böhm, que é frequentemente tocada e dançada nos festivais de carnaval da Alemanha. Na Polônia dos dias de hoje, a polonesa é dançada exclusivamente nos bailes de gala como a dança de abertura da festa, e também para acentuar o ambiente de um evento muito especial. A polonesa é sempre a primeira dança  numa studniówka (significando: "cem dias"). Um baile tradicional da Polônia que acontece cerca de 100 dias antes das provas finais dos exames do segundo grau), o  studniówka  equivale aos bailes patrocinados pelas escolas Norte Americanas no final do segundo grau (High School – para maiores detalhes ver os verbetes en:studniówka e en:prom na Wikipédia em inglês). 

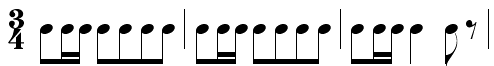
Ritmo típico de uma Polonesa

A polonesa ainda hoje é muito praticada no interior do Rio Grande do Sul, Brasil, como a primeira dança de eventos (casamentos, formaturas, bailes), principalmente nas cidades de origem alemã.